# Ben Sharrock
Ben Sharrock ist ein britischer Filmregisseur und Drehbuchautor.

## Leben
Ben Sharrock ist Brite und studierte Arabistik und Politik an der University of Edinburgh. Nach seinem Abschluss wechselte er das Fach und studierte Filmregie an der Screen Academy Scotland und später Advanced Film Practice. Beides schloss er mit dem Master ab.
Sein Spielfilmdebüt Pikadero wurde 2015 beim San Sebastian International Film Festival uraufgeführt. Sein zweiter Langfilm Limbo feierte im September 2020 beim Toronto International Film Festival Premiere. In dem Film warten mehrere junge Männer auf einer abgelegenen schottischen Insel auf die Bearbeitung ihres Asylantrags. Sharrock hatte zuvor einige Zeit für eine NGO in einer Flüchtlingsunterkunft in Algerien gearbeitet und kurze Zeit in Damaskus gelebt, bevor der Syrische Bürgerkrieg ausbrach. Limbo wurde von den Geschichten der Menschen inspiriert, die er dort kennenlernte.
Mit der Spanierin Irune Gurtubai, die als Produzentin bei Limbo fungierte, arbeitet Sharrock bereits seit seinem Studium zusammen. Sie studierte dort Biologie, und beide zogen später nach Dubai, wo sie in einer Filmproduktionsfirma und einer Werbeagentur arbeiteten. Nach ihrer Rückkehr realisierten sie gemeinsam zuerst Pikadero und gründeten ihre Produktionsfirma Caravan Cinemas. Später heirateten Sharrock und Gurtubai.

## Filmografie
- 2011: Closure (Kurzfilm)
- 2012: The Zealot (Kurzfilm)
- 2013: Lost Serenity (Kurzfilm, nur Regie)
- 2015: Patata Tortilla (Kurzfilm)
- 2015: Pikadero
- 2020: Limbo

## Auszeichnungen
BAFTA Scotland Award
- 2021: Auszeichnung als Bester Film (Limbo)
- 2021: Auszeichnung für die Beste Regie – Fiction (Limbo)
- 2021: Auszeichnung für das Beste Drehbuch (Limbo)[7]

British Academy Film Award
- 2021: Nominierung als Bester britischer Film (Limbo)
- 2021: Nominierung für das Beste Debüt (Limbo)

Edinburgh International Film Festival
- 2016: Auszeichnung mit dem Michael Powell Award (Pikadero)[8]

London Critics’ Circle Film Award
- 2021: Nominierung für die Beste britische Nachwuchsregie (Limbo)[9]

San Sebastián International Film Festival
- 2015: Nominierung als Bester Nachwuchsregisseur für den Kutxa Award (Pikadero)
- 2015: Nominierung als Bester baskischer Film für den Irizar Award (Pikadero)
- 2020: Auszeichnung mit dem Youth Jury Award (Limbo)

Zurich Film Festival
- 2015: Auszeichnung mit dem Critics’ Choice Award (Pikadero)
- 2015: Nominierung als Bester internationaler Spielfilm für das Golden Eye	(Pikadero)
- 2020: Nominierung als Bester internationaler Spielfilm für das Golden Eye (Limbo)[10]